# EURion csillagkép

Az öt kört tartalmazó EURion "csillagkép".

Az EURion csillagkép (angolul EURion constellation, kiejtve [ˈjuarɪən ˈkɑnstəˈleɪʃən]) 1996 után kiadott bankjegyeken szereplő biztonsági jelzéscsoport. Célja a digitális képfeldolgozó szoftverek számára jelt adni arról, hogy a feldolgozás alatt álló kép egy bankjegy. A szoftverek ezután a pénzhamisítás megelőzésére megtagadhatják a kép további feldolgozását (szkennelését, fénymásolását, nyomtatását).

## Leírás

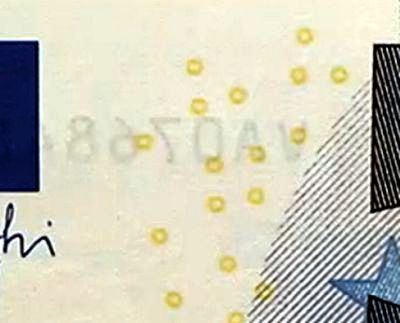
Az öt eurós bankjegyen látható EURion csillagkép.

Az „EURion csillagkép” kifejezést Markus Kuhn német születésű informatikus alkotta meg, miután 2002 elején egy olyan Xerox színes fénymásolóval kísérletezett, amely nem volt hajlandó bankjegyeket másolni. A kifejezés az Orion, egy ismert nevű csillagkép, és az euró ISO 4217-es kódjának, az EUR összevonásából származik. A fogalom kapcsolata az égbolt csillagaival természetesen csak képletes.
Kuhn leírása szerint az EURion csillagkép öt darab sárga, zöld vagy narancssárga körgyűrűből áll. Ezek egymáshoz való térbeli viszonylata a bankjegyeken változatlan, bár az egész alakzat elfordulhat. Az öt pont elhelyezkedése úgy van megtervezve, hogy a véletlenszerű előfordulásuk valószínűsége más dokumentumokon elhanyagolható, így ha ez az alakzat egy dokumentum képében a nagy pontosságú elemzés szerint több helyen is feltűnik, az majdnem teljes bizonyossággal egy bankjegy. Egyes színes fénymásolók már akkor is megtagadhatják a színes másolást, ha ez az öt körből álló jelkép egyetlenegyszer is szerepel az oldalon. Egy másik kutató, Andrew Steer később felfedezte a körök közötti távolságok négyzetének egész számos arányát, amely arra enged következtetni, hogy a hitelesítő alakzatot a képfeldogozó programok milyen elven azonosítják. A bankjegyek tervezői, illetve a nyomdák azt, hogy ezt az alakzatot mely bankjegyeken és hol használják, nem teszik közzé.
Az EURion csillagalakzat legjobban a tízeurós bankjegyen látszik, és ezért ezen is figyeltek fel rá először. Egyes jegybankok az alakzat köreit beletervezik a bankjegy látványtervébe. Az angol húszfontos bankjegyen a körök hangjegyek részeként szerepelnek; az amerikai húszdollároson a 20-as szám nullája tölti be a kör szerepét.
Magáról az EURion alakzat feltalálásáról, készítéséről és műszaki részleteiről, mint általában a másolásvédelem és a hamisítás elleni jegyek részleteiről, nem lehet sokat tudni. Egy szabadalmi bejegyzés arra utal, hogy a köralakzatot és az ezt felismerő algoritmust a japán OMRON Corporation tervezte.

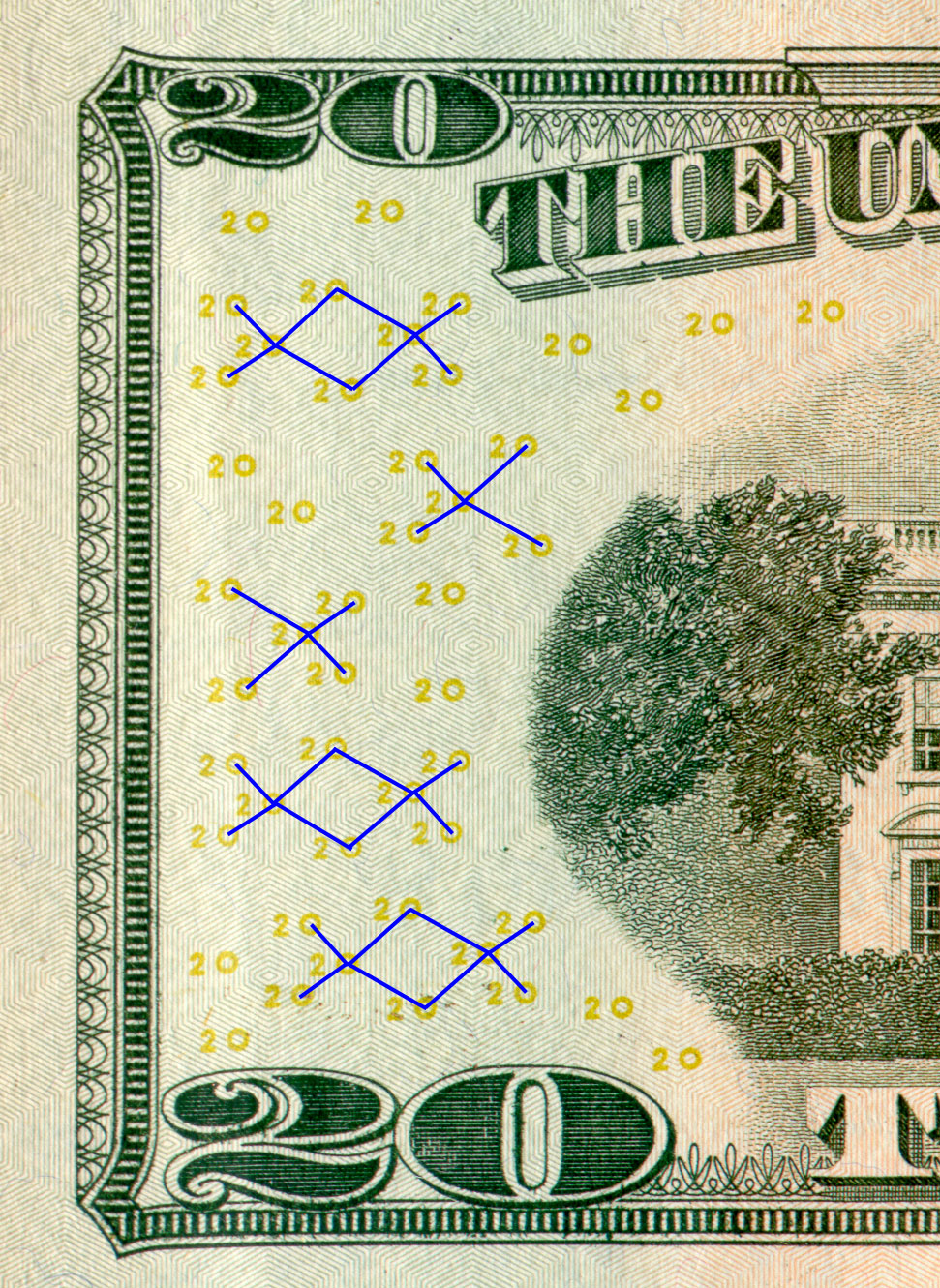
Kék vonalakkal összekötött EURion alakzatok az amerikai húszdollároson.

## Egyéb bankjegyérzékelő eljárások
Egyes képszerkesztő programok újabb változataiban, mint például az Adobe Photoshopban vagy a Paint Shop Pro-ban, nem lehet bankjegyeket nyomtatni, bár a képszerkesztés engedélyezett. A Wired amerikai informatikai magazin szerint ezekbe a szoftverekbe az úgynevezett Counterfeit Deterrence System (CDS) van beépítve, amelyet egy 27 jegybankot tömörítő szervezet fejlesztett ki és küldött át bináris formátumban a szoftvercégek számára. Steven J. Murdoch kutató eredményei arra utalnak, hogy a CDS nem az EURion alakzatot használja a bankjegyek felderítésére, hanem a Digimarc cég által kifejlesztett digitális vízjelet.

## Használata
Az alábbi táblázat összefoglalja azokat a bankjegyeket, amelyeken eddig megtalálták az EURion csillagképet:
| Pénznem                     | EURion csillagalakzatokkal ellátott bankjegyek                                      | EURion nélküli bankjegyek                                               |
| --------------------------- | ----------------------------------------------------------------------------------- | ----------------------------------------------------------------------- |
| Amerikai dollár             | 5$ (2008-tól), 10$ (2006), 20$ (2003), 50$ (2004), 100$ (az új ötdolláros után)     | 1$, 2$, 5$ (2008-ig), 100$                                              |
| Arubai florin               | Összes (2003)                                                                       |                                                                         |
| Ausztrál dollár             | 5$ (emlékpénz) (2001)                                                               | hagyományos bankjegyek                                                  |
| Belga frank                 | 500 frank (1998), 1000 frank (1997), 10000 frank (1997)                             | 100, 200 és 2000 frank                                                  |
| Bolgár leva                 | Összes (1999)                                                                       |                                                                         |
| CFA frank                   | Összes (nyugat-afrikai és közép-afrikai, 2003)                                      |                                                                         |
| Comore-i frank              | 500 (2006), 1000 és 2000 frank (2005)                                               | 2500, 5000 és 10000 frank                                               |
| Dán korona                  | Összes (1997-es and 2002-es kiadások)                                               |                                                                         |
| Dél-afrikai rand            | Összes (2005)                                                                       |                                                                         |
| Dél-koreai won              | 1000 (2007), 5000 (2006), 10000 (2000 és 2007)                                      | 1000 (1983-2007)                                                        |
| Dzsibuti frank              | 1000 frank (2005)                                                                   | 2000, 5000 és 10000 frank                                               |
| Egyiptomi font              | 5£ (2002), 10£ (2003), 20£ (2001), 50£ (2001), 100£ (2000)                          | 25 piaszter, 50 piaszter, 1£                                            |
| Euró                        | Összes (2002)                                                                       |                                                                         |
| Feröeri korona              | Összes (2001)                                                                       |                                                                         |
| Font sterling               | 5£ (2002), 10£ (2000), 20£ (1999)                                                   | 50£ (még nem frissítették)                                              |
| Francia frank               | 100 frank (1997)                                                                    | 50, 200 és 500 frank                                                    |
| Holland antillákbeli forint | 10, 25, 50, 100 forint (1998)                                                       | 250 forint (1986)                                                       |
| Holland gulden              | 10 gulden (1997)                                                                    | 25, 50, 100, 250, 1000 gulden                                           |
| Horvát kuna                 | 5, 10, 20 kuna (2001), 50, 100, és 200 kuna (2002)                                  | 500 és 1000 kuna                                                        |
| Indiai rúpia                | 100 (2005), 500 (2000) rúpia (második kiadás), 1000 rúpia (2000)                    | 5, 10, 20, 50 rúpia, 100 rúpiás első kiadása (1996) és 500 rúpia (1997) |
| Japán jen                   | 2000¥ emlékpénz (D sorozat, 2000), E sorozat (2004)                                 |                                                                         |
| Kanadai dollár              | Összes (2001)                                                                       |                                                                         |
| Kínai renminbi              | 1¥ (2004), 2005 utáni 5¥ és magasabb értékek                                        |                                                                         |
| Madagaszkári ariary         | 100, 200, 500, 1000 ariary (2004)                                                   | 2000, 5000, 10000 ariary                                                |
| Magyar forint               | 500 forint (2007) 2000, 10000 forint (2008), 1000, 5000, 10000, 20000 forint (2009) | 200 forint (2009-ben kivonásra került)                                  |
| Mexikói peso                | 1000$ (2004), 50$ (2005)                                                            | 20$, 50$ (1993-2005), 100$, 200$, 500$                                  |
| Marokkói dirham             | Összes (2002)                                                                       |                                                                         |
| Német márka                 | 50, 100, 200 márka (1996-2002)                                                      | 5, 10, 20, 500, 1000 márka                                              |
| Norvég korona               | Összes (1999)                                                                       |                                                                         |
| Osztrák schilling           | 500 és 1000 schilling (1997)                                                        | 20, 50, 100 és 5000 schilling                                           |
| Örmény dram                 | 1000 dram (2001), 5000 dram (2003), 10000 dram (2003)                               | 20000 és 50000 dram (emlékpénz)                                         |
| Román lej                   | Összes (2005)                                                                       |                                                                         |
| Svéd korona                 | 50 (2006), 100 (2001), 500 (2001), 1000 (2006)                                      | 20                                                                      |
| Szingapúri dollár           | Összes (1999)                                                                       |                                                                         |
| Szlovák korona              | 200, 500, 1000 és 5000 korona (1999)                                                | 20, 50 és 100 korona                                                    |
| Tunéziai dinár              | 10 dinár (2005)                                                                     | 5, 20 és 30 (emlékpénz)                                                 |
| Török líra                  | Összes (2009)                                                                       |                                                                         |

## Külső hivatkozások (angolul)
- A védelem megkerülése Adobe Photoshop alatt - útmutatások és film
- Vita a Photoshopban használt bankjegy-felismerési technológiáról
- Wired Magazine
- Bizonyítási eljárás, hogy a CDS nem használja az EURion konstellációkat, egyéb információk